# Riksväg 98
Riksväg 98 går mellan Överkalix och Övertorneå vid svensk-finska gränsen.

## Sträckning
Riksväg 98 går i öst-västlig riktning från E10 vid Överkalix till Övertorneå och vidare till finska gränsen därifrån vägen fortsätter som Stamväg 98 på den finska sidan. Vägen går genom ett glest befolkat skogslandskap från den huvudsakligt svensktalande Kalix älvdal till den traditionellt huvudsakligt finsktalande Tornedalen.

## Vägutformning
Linjestakad, tvåfilig landsväg med långa raksträckor och många backkrön. Hastighetsbegränsningen är till största delen satt till 90 kilometer per timme.

## Historik
Vägen Överkalix - Övertorneå blev 1951 skyltad som Länshuvudväg 391. Vid vägnummeromläggningen 1962 blev den sträckan Länsväg 391. Sträckan mellan Övertorneå och finska gränsen blev då Riksväg 99 och  blev den Länsväg 401. År 2000 blev Länsväg 391 och Länsväg 401 hopslagna och fick namnet Riksväg 98.
Namnet riksväg 98 användes före 1992 för sträckan mellan Luleå och Riksgränsen via Överkalix och Kiruna och den heter numera Europaväg 10.
Vägen verkar vara ombyggd på 1970-talet, en kraftigt rätad och förbättrad version av den ganska krokiga grusväg som fanns innan. På 1890-talet fanns ingen väg alls mellan Överkalix och Övertorneå. På 1940-talet fanns dock en väg som alltså nu är ombyggd.

## Trafikplatser och korsningar
Det finns inga trafikplatser längs vägen.
|  | Nr | Namn                | Skyltning                                |
|  | -- | ------------------- | ---------------------------------------- |
|  |    | Överkalix           | Luleå Kiruna                             |
|  |    | bro över Kalixälven | cirka 250 m lång                         |
|  |    | Överkalix           | Pajala (Rv 98 svänger)                   |
|  |    | Övertorneå          | Pajala (Rv 98 svänger)                   |
|  |    | Övertorneå          | Haparanda (Rv 98 svänger)                |
|  |    | bro över Torneälven | cirka 500 m lång                         |
|  |    | Övertorneå          | Gräns Sverige-Finland                    |
|  |    |                     | Finsk stamväg 98 ansluter                |
|  |    | Aavasaksa           | Stamväg 98 ansluter efter 400 meter till |